# Dorothy Gibson
Pour l’article homonyme, voir Gibson.
Dorothy Gibson, née Dorothy Winifred Brown le 17 mai 1889 et morte le 17 février 1946, est une des premières actrices de cinéma muet américain, particulièrement active au début du XXe siècle.
En avril 1912, elle survit au naufrage du Titanic et tourne dans le premier film à ce sujet, sorti le mois suivant : Saved from the « Titanic ». Elle travaille ensuite dans le domaine de l'opéra.
Dans les années 1930, elle soutient activement le fascisme. Cependant, elle change de camp durant la Seconde Guerre mondiale et devient membre de la résistance italienne avant d'être arrêtée par la Gestapo en 1944. Elle parvient par la suite à s'échapper de prison, et meurt de crise cardiaque en 1946.

## Biographie

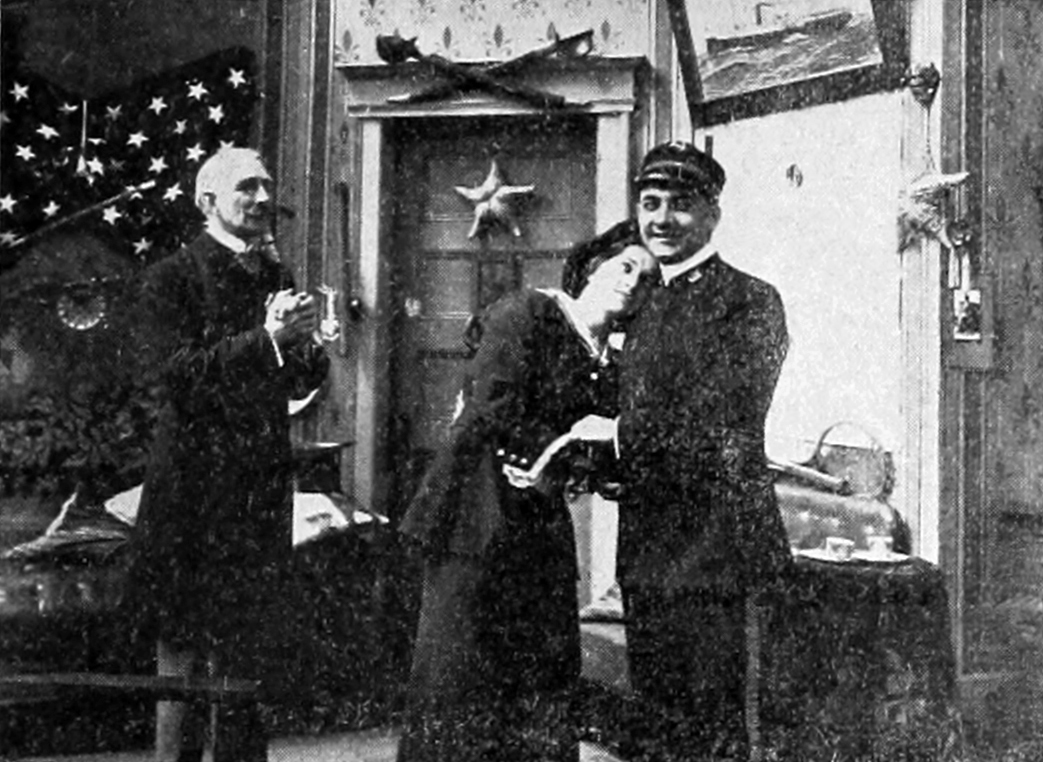
Dorothy Gibson dans une scène de 'Saved from the « Titanic ».

Dorothy Brown nait le 17 mai 1889 à Hoboken dans le New Jersey. Son père meurt dans sa jeunesse, et sa mère épouse par la suite John Leonard Gibson, dont elle prend le patronyme. La jeune fille fait en 1910 un mariage désastreux, qui se clôt par un divorce rapide. À partir de 1907, Gibson est également chanteuse à Broadway, et devient en 1909 la muse du dessinateur Harrison Fisher. En 1911, elle devient l'égérie des studios de cinéma Éclair et apparaît dans de nombreux films.
Jouant surtout dans des comédies, elle tient également le rôle principal du drame Hands Across the Sea in '76. Cependant, sa carrière cinématographique ne dure que deux ans, et tous ses films ont disparu à l'exception de The Lucky Hold Up.
En avril 1912, elle embarque avec sa mère à bord du paquebot Titanic pour rentrer chez elle à New York. Le 14 avril, le paquebot fait naufrage, mais les deux femmes survivent en montant à bord canot no 7, le premier à quitter le navire.
Dorothy a confié au New-York Dramatic Mirror qu'elle « passait un agréable dimanche soir à jouer au bridge avec quelques banquiers new-yorkais sympathiques ». Il s'agissait de William T. Sloper et d'un certain Frederick K. Seward, qu'elle connut à son église. Malgré les demandes d'un steward pour finir, le trio a continué son jeu. Ce n'est que vers 11 h 40 que Dorothy a fait son chemin pour rejoindre Mme Gibson dans leur cabine.
Gibson tourne ensuite dans un film sur son expérience, Saved from the « Titanic », qui sort un mois après le drame.
En 1913, elle subit un procès pour avoir renversé et tué un homme en conduisant la voiture de son compagnon Jules Brulatour. Leur relation apparaît de fait au grand jour, et ils se marient en 1917, pour divorcer en 1919. Gibson s'installe en France en 1928 et devient sympathisante fasciste, avant de changer d'appartenance politique durant la Seconde Guerre mondiale. Arrêtée en Italie par la Gestapo, elle s'évade en 1944. Elle meurt d'insuffisance cardiaque en 1946 à l'hôtel Ritz à Paris et repose au nouveau cimetière de Saint-Germain-en-Laye.

## Filmographie
- Roses and Thorns (1912)
- Saved from the « Titanic » (1912) : Miss Dorothy
- Revenge of the Silk Masks (1912) : une fille de la société
- The Easter Bonnet (1912) : Dora
- The Legend of Sleepy Hollow (1912)
- A Lucky Holdup (1912) : Miss Barton
- The White Aprons (1912) : Miss Beth
- Brooms and Dustpans (1912) : Kissing Cousin
- A Living Memory (1912) : la mémoire
- It Pays to Be Kind (1912) : la sœur
- The Kodak Contest (1912) : l'épouse
- Bridge (1912)
- The Guardian Angel (1912) : l'épouse
- The Awakening (1912) : Nellie Garland
- Love Finds a Way (1912) : Helen
- Mamie Bolton (1912)
- Divorçons (1912) : l'épouse
- The Wrong Bottle (1911) : la mariée
- The Musician's Daughter (1911) : Prima Donna
- Miss Masquerader (1911) : l'héritière
- Hands Across the Sea in '76 (1911) : Molly Pitcher ; Grace Deane ; beauté de la cour de France ; veuve de soldat
- The Senorita's Conquest (1911)
- Good for Evil (1911)
- The Angel of the Slums (1911)
- A Show Girl's Stratagem (1911)